# Siergiej Kozłow (1939–2010)
Siergiej Grigorjewicz Kozłow (ros. Серге́й Григо́рьевич Козло́в; ur. 22 sierpnia 1939 w Moskwie, zm. 9 stycznia 2010) – radziecki pisarz, poeta. Autor książek dla dzieci oraz scenariuszy do filmów rysunkowych.
W animacji współpracował z Inessą Kowalewską, Jurijem Butyrinem i Jurijem Norsztejnem.
Pochowany na Cmentarzu Trojekurowskim w Moskwie.

## Wybrane scenariusze filmowe
- 1975: Jeżyk we mgle
- 1978: Jeżyk, niedźwiadek i gwiazdy
- 1980: Witaj, Tram-landio!

## Nagrody
- Nagroda im. Kornieja Czukowskiego (2009) – za rozwój nowatorskich tradycji Kornieja Czukowskiego we współczesnej rosyjskiej literaturze dziecięcej[5]